# Últim període glacial
L'últim període glacial és el període glacial més recent de l'actual edat de gel. Va tenir lloc durant els darrers anys del Plistocè, des de fa aproximadament 110.000 a 12.000 anys.
Durant aquest període hi va haver diversos canvis entre l'avanç de les glaceres i la seva retirada. L'extensió màxima de la glaciació dins aquest darrer període glacial va ser fa uns 22.000 anys.
Des del punt de vista de l'arqueologia, va estar situat en els períodes del Paleolític i mesolític. La retirada de les glaceres va permetre a grups d'asiàtics migrar a Amèrica i poblar-la.

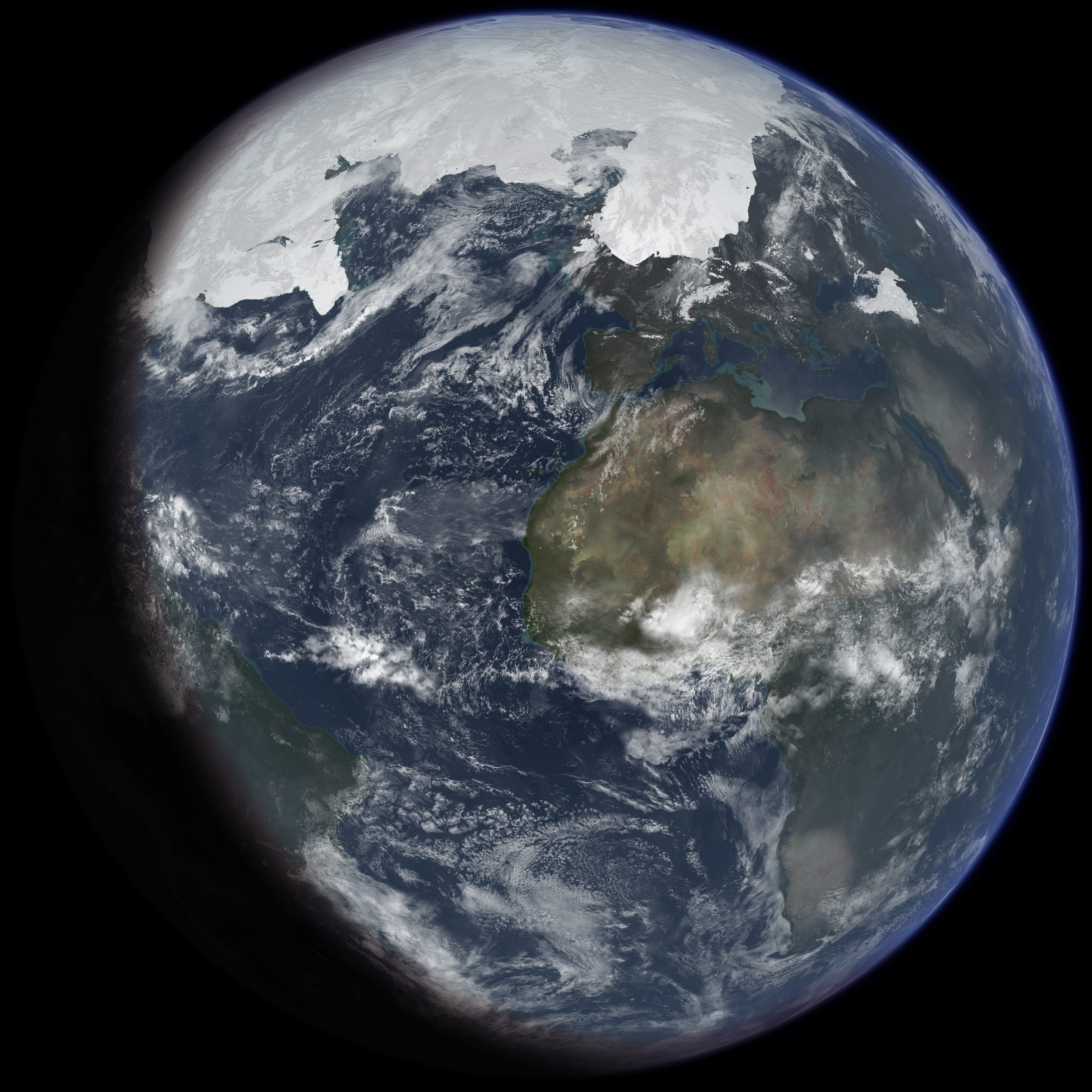
Il·lustració del darrer període glacial durant el màxim glacial. Basat en:

## Glaciacions locals

### Pinedale o glaciació de Fraser, Rocky Mountains, Estats Units
La glaciació Pinedale (Muntanyes Rocoses centrals) o glaciació Fraser va ser la darrera de les glaciacions principals a aparèixer a les Muntanyes Rocoses (Rocky Mountains) dels Estats Units. La Pinedale va tenir lloc aproximadament fa entre 30.000 i 10.000 anys i la seva major extensió va ser fa entre 23.500 i 21.000 anys. Aquesta glaciació va ser un poc diferent de la glaciació Wisconsin.

### Glaciació Wisconsin, Amèrica del Nord
La glaciació Wisconsin va ser el darrer principal avanç de la glacera continental. En el punt àlgid de la glaciació el pont de terra de Bering va permetre la migració de mamífers, incloent-hi les persones, a Amèrica del Nord des de Sibèria. També va formar els grans llacs d'Amèrica del Nord i en la retirada de les glaceres es va formar Long Island, Block Island, Cap Cod, Nomans Land, Martha's Vineyard, Nantucket, l'illa del Sable i l'Oak Ridges Moraine al sud d'Ontario, al Canadà.

### Tahoe, Tenaya i Tioga,Sierra Nevada, EUA
A la Sierra Nevada dels Estats Units, hi va haver tres períodes separats per un període càlid, del més antic al més recent, Tahoe, Tenaya i Tioga.

### Glaciació de Groenlàndia
Al nord-oest de Groenlàndia la cobertura de gel màxima s'assolí fa uns 114.000 anys i la cobertura de gel després d'això és similar a l'actual. Segons les dades dels nuclis de gel, durant aquest període a Groenlàndia el clima era més sec que l'actual.

### Glaciació Devensiana & Midlandiana a Gran Bretanya i Irlanda
El nom de Devensian glaciation es fa servir a Gran Bretanya mentre que a Irlanda es prefereix dir Midlandian. El nom Devensian deriva del llatí Dēvenses, que eren tribus que habitaven la conca del riu Dee (Dēva en llatí).

### Glaciació Weichseliana, Escandinàvia i nord d'Europa

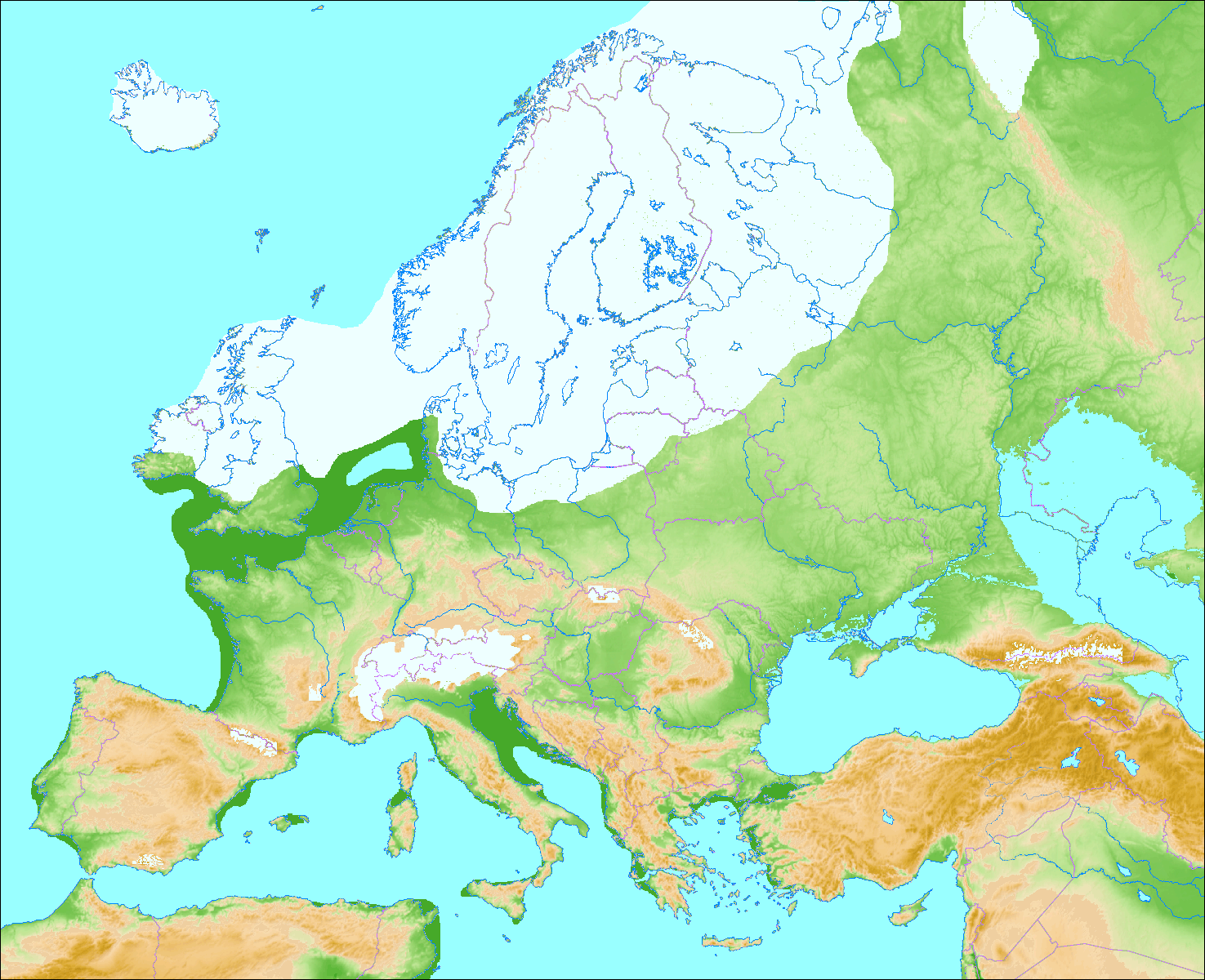
Europa durant el darrer període glacial

S'han reconegut 8 interestadials en el Weichselian, incloent-hi: l'Oerel, Glinde, Moershoofd, Hengelo i Denekamp. Durant el màxim glacial a Escandinàvia, només la part occidental de Jutlàndia estava lliure de gel i una gran part del mar del Nord estava seca i connectava Jutlàndia amb Gran Bretanya. En el període següent al darrer interglacial abans de l'actual (estadi Eemià), la costa de Noruega també estava lliure de gel.

### Glaciació Würm, els Alps
Durant el Würm, la glacera Rhône cobria la totalitat de l'altiplà occidental de Suïssa. La glacera Rhine està actualment molt estudiada.

### Glaciació Mérida, Andes de Veneçuela
Va tenir lloc durant el Plistocè tardà; la línia de neu estava uns 1.200 m per sota de l'actual (3.700 m). La zona glacial de la serralada de Mérida va ser aproximadament de 600 km².

### Glaciació Llanquihue, sud dels Andes
La glaciació Llanquihue pren el nom del llac Llanquihue, al sud de Xile. La glaciació es va estendre sobre els Andes des d'uns 35°S fins als 55°S.

Extensió màxima de la capa de gel a l'Antàrtida 21.000 anys en el passat

### Glaciació antàrtica
Durant el darrer període glacial l'Antàrtida va estar coberta per una gran capa de glaç, pràcticament com la d'avui dia. La capa de gel a la part central est era més fina que l'actual.